# Миягэгаси
Миягэгаси, или Миягэкаси (яп. 土産菓子, буквально «сувенирные кондитерские изделия») — японские кондитерские изделия, сделанные с целью продажи их в качестве сувенира. Как и в большинстве других японских сувениров (омиягэ), типичный миягэгаси является традиционным изделием, регионального производства (мэйбуцу) и не может быть куплен за пределами его конкретной географической зоны. Изготовление и продажа миягэгаси является важной частью японской сувенирной (омиягэ) промышленности.

## Список миягегаси
- Фукуока
  - Hiyoko (ja)
- Фукусима
  - Mamador
- Хиросима
  - Momiji manju
- Хоккайдо
  - Shiroi Koibito
  - Royce'
- Хиого
  - Кастелла
  - Fugetsudo
- Киото
  - Яцухаси
- Окинава
  - Chinsuko
- Токио
  - Tokyo Banana